# النمسا تحت احتلال الحلفاء
 بدأ احتلال الحلفاء للنمسا في 27 أبريل 1945 نتيجة لهجوم فيينا وانتهى بمعاهدة الدولة النمساوية في 27 يوليو 1955.
بعد آنشلوس، تم الاعتراف بالنمسا عمومًا كجزء أساسي من ألمانيا النازية. في عام 1943، وافق الحلفاء في إعلان موسكو على أن النمسا ستعتبر بدلاً من ذلك الضحية الأولى للعدوان النازي، وتعامل كدولة محررة ومستقلة بعد الحرب.
في أعقاب الحرب العالمية الثانية مباشرة، تم تقسيم النمسا إلى أربع مناطق احتلال واحتلت الولايات المتحدة والاتحاد السوفيتي والمملكة المتحدة وفرنسا بشكل مشترك. تم تقسيم فيينا بشكل مشابه، لكن المنطقة الوسطى كان يديرها بشكل جماعي مجلس مراقبة الحلفاء.
بينما تم تقسيم ألمانيا إلى ألمانيا الشرقية والغربية في عام 1949، ظلت النمسا تحت الاحتلال المشترك للحلفاء الغربيين والاتحاد السوفيتي حتى عام 1955؛ أصبح وضعها موضوعًا مثيرًا للجدل في الحرب الباردة حتى دفء العلاقات المعروفة باسم ذوبان خروتشوف. بعد الوعود النمساوية بالحياد الدائم، مُنحت النمسا الاستقلال التام في 15 مايو 1955 وغادر آخر جنود الاحتلال في 25 أكتوبر من ذلك العام.

## خلفية
في مؤتمر موسكو عام 1943، قرر الاتحاد السوفيتي والولايات المتحدة والمملكة المتحدة بشكل مشترك اعتبار ضم ألمانيا للنمسا عام 1938 «لاغٍ وباطال». كذلك، سيتم تجاهل جميع التدابير الإدارية والقانونية منذ عام 1938. أعلن المؤتمر عزمه على إنشاء النمسا حرة ومستقلة بعد الحرب، لكنه ذكر أيضًا أن النمسا تتحمل مسؤولية «المشاركة في الحرب إلى جانب ألمانيا الهتلرية» والتي لا يمكن التهرب منها. 

## السنة الأولى للاحتلال

### الحكم السوفييتي وإعادة تأسيس الحكومة النمساوية
في 29 مارس 1945، عبرت قوات القائد السوفييتي فيودور تولبوخين الحدود النمساوية السابقة عند كلوسترمارينبيرغ في بورغنلاند. وفي 3 أبريل، في بداية هجوم فيينا، أقام السياسي النمساوي كارل رينر، الذي كان يعيش في تلك الآونة جنوبي النمسا السفلى، اتصالات مع السوفييت. كان جوزيف ستالين قد أسس بشكل مسبق ما سيكون حكومة مستقبلية من شيوعيي البلاد المنفيين، إلا أن برقية تولبوخين دفعت ستالين إلى تغيير رأيه لصالح رينر.
في 20 أبريل 1945، أمر السوفييت، دون مشاورة حلفائهم الغربيين، رينر بأن يشكل حكومة مؤقتة. وبعد مرور سبعة أيام، تولت حكومة رينر مهام منصبها، وأعلنت استقلال النمسا عن ألمانيا النازية ودعت إلى إقامة دولة ديمقراطية على غرار الجمهورية النمساوية الأولى. لم يكن القبول السوفييتي برينر حلقة منعزلة، إذ أعاد ضباطهم تأسيس إدارات المقاطعات وعينوا محافظين محليين، معظم الأحيان بناءً على مشورة السكان المحليين، حتى قبل انتهاء المعركة.
كان رينر ووزراؤه تحت حراسة وحماية حراس شخصيين من المفوضية الشعبية للشؤون الداخلية. كان ثلث حكومة مستشار الدولة رينر، بما في ذلك المقاعد الحاسمة لوزير الخارجية ووزير الدولة للتعليم، من الشيوعيين النمساويين. اشتبه الحلفاء الغربيون في إنشاء دولة دمية ورفضوا الاعترف برينر. أظهر البريطانيون بشكل خاص العداء، حتى أن الرئيس الأمريكي هاري ترومان، الذي كان يعتقد أن رينر سياسي جدير بالثقة وليس جبهة رمزية للكرملين، رفض الاعتراف به. إلا أن رينر أمّن السيطرة ضمن الأحزاب من خلال ترشيح وكيلين لوزارة الخارجية في كل وزارة من الوزارات يعينان من قبل الحزبين الذين لم يرشحا وزير الخارجية.
ما أن أُرغمت جيوش هتلر على التراجع إلى ألمانيا، بدأ الجيش الأحمر والمفوضية الشعبية للشؤون الداخلية بتمشيط الأراضي التي استُولي عليها. وبحلول 23 مايو أبلغوا عن اعتقال 268 من رجال الجيش الأحمر السابقين و1208 رجلًا من الفيرماخت، و1655 من المدنيين. في الأسابيع التالية، سلّم البريطانيون ما يزيد عن 40 ألف من القوزاق ممن فروا من السلطات السوفييتية والموت المحقق إلى النمسا الغربية. خلال شهري يوليو وأغسطس، جلب السوفييت أربعة أفواج من قوات المفوضية الشعبية للشؤون الداخلية ل«تطهير» فيينا وإغلاق الحدود التشيكوسلوفاكية.
خسر الجيش الأحمر 17 ألف جنديًا في معركة فيينا. ومارست القوات السوفييتية أعمال عنف جنسي منظم ضد النساء بدأت في الأيام والأسابيع الأولى التي أعقبت الانتصار السوفييتي. أضر القمع الذي ارتكب بحق المدنيين بسمعة الجيش الأحمر إلى درجة أن موسكو أصدرت في 28 سبتمبر من عام 1945 أمرًا بمنع الاستجوابات العنيفة. انخفضت الروح المعنوية لدى الجيش الأحمر مع استعداد الجنود للعودة إلى وطنهم، ولم يقلل استبدال الوحدات القتالية بقوات الاحتلال الدائم التابعة لإيفان كونيف من «سوء السلوك» سوى بشكل هامشي. خلال عامي 1945 و1946، حاولت جميع مستويات القيادة السوفييتية، دون جدوى، احتواء الهروب من الخدمة العسكرية والنهب من قبل الجنود العاديين. وفقًا لسجلات الشرطة النمساوية لعام 1946، فإن «الرجال الذين يرتدون الزي السوفييتي»، الذين عادة ما يكونون في حالة سكر، كانوا يمثلون ما يزيد عن 90% من الجرائم المسجلة (بالمقارنة، يمثل الجنود الأمريكيون ما بين 5 و7%). في الوقت نفسه، قاوم الحكام السوفييت توسيع وتسليح الشرطة النمساوية.

### القوات الفرنسية والبريطانية والأمريكية
عبرت القوات الأمريكية، بما في ذلك الفرقة المدرعة رقم 11، الحدود النمساوية في 26 أبريل، تلتها القوات الفرنسية والبريطانية في 20 أبريل و8 مايو، على التوالي. حتى نهاية شهر يوليو من عام 1945، لم يكن لدى أي من الحلفاء الغربيين أي معلومات استخباراتية مباشرة من النمسا الشرقية (وبالمثل، لم تكن حكومة رينر من الناحية العملية تعرف شيئًا عن الأوضاع في الغرب).
وصل الأمريكيون الأوائل إلى فيينا في نهاية يونيو من عام 1945، حين كان السوفييت يمارسون ضغطًا على رينر لتسليم الحقول النمساوية. أبدى الأمريكيون اعتراضًا وأوقفوا الصفقة، إلا أن السوفييت تولوا في نهاية الأمر السيطرة على النفط النمساوي في منطقتهم. وصل البريطانيون في سبتمبر. وعقد مجلس الحلفاء المؤلف من أربعة حكام عسكريين اجتماعه الأول في فيينا في 12 سبتمبر 1945. ورفض الاعتراف بادعاء رينر بوجود حكومة وطنية لكنه لم يمنعه من بسط نفوذه في المناطق الغربية. عين رينر كارل غروبر المناهض للشيوعية علنًا وزيرًا للخارجية وحاول الحد من النفوذ الشيوعي. في 20 أكتوبر 1945، اعترف الحلفاء الغربيون بحكومة رينر التي شهدت إصلاحات وحصلت على الضوء الأخضر لإجراء أول انتخابات تشريعية.

### مناطق الاحتلال
في 9 يوليو 1945، اتفق الحلفاء على حدود مناطق احتلالهم. واستمرت تحركات قوات الاحتلال («تبادل المناطق») حتى نهاية شهر يوليو. كانت المناطق الفرنسية والأمريكية متاخمة لمناطق هاتين الدولتين في ألمانيا، وكانت المنطقة السوفييتية متاخمة لدول حلف وارسو المستقبلية:
- مُنحت فورارلبرغ وشمال تيرول للمنطقة الفرنسية.
- مُنحت سالزبرغ والنمسا العليا جنوب نهر الدانوب للمنطقة الأمريكية.
- مُنح شرق تيرول وكارينثيا وستيريا للمنطقة البريطانية.
- مُنحت بورغنلاند والنمسا السفلى ومنطقة موهلفيريتيل في النمسا العليا، شمال نهر الدانوب، للمنطقة السوفييتية.
- قُسمت فيينا بين الحلفاء الأربعة. وأُعلن المركز التاريخي في فيينا منطقة دولية تتغير فيها قوات الاحتلال شهريًا.

عند تحديد مناطق الاحتلال، طُبقت التغييرات الإدارية التي أجريت بعد أنشلوس في المناطق الغربية (ذهبت ستيريشيس سالزكاميرغوت إلى النمسا السفلى وشرق تيرول إلى كارينثيا) وجرى تجاهلها في المنطقة السوفييتية (لم تتوسع فيينا وأعيد تأسيس بورغنلاند).

### أول انتخابات عامة بعد الحرب
شكلت الانتخابات التي أجريت في 25 نوفمبر 1945 ضربة للحزب الشيوعي النمساوي الذي حصل بالكاد على ما يزيد عن 5% من الأصوات. آلت السيطرة على الحكومة إلى ائتلاف الديمقراطيين المسيحيين والديمقراطيين الاجتماعيين، الذي نال دعم 90% من الأصوات، وعرض منصب مستشار الاتحاد على الديمقراطي المسيحي يوليوس راب. استخدم السوفييت حق النقض ضد راب، نظرًا إلى أنه كان عضوًا في جبهة الوطن الفاشية النمساوية خلال ثلاثينيات القرن العشرين، وفضّل السوفييت، خلافًا للغرب، سياسة نزع النازية. بدلًا من ذلك، عيّن الرئيس كارل رينر، بموافقة البرلمان، ليوبولد فيجل الذي بالكاد نال قبول السوفييت. رد السوفييت بمصادرة واسعة النطاق ومنسقة للأصول الاقتصادية النمساوية.
سمحت اتفاقية بوتسدام بمصادرة «الأصول الخارجية الألمانية» في النمسا، واستغل السوفييت غموض هذا التعريف بأقصى شكل ممكن. خلال أقل من عام فكك السوفييت معدات تبلغ قيمتها 500 مليون دولار أمريكي وشحنوها إلى الشرق. قاوم المفوض السامي الأمريكي مارك دبليو. كلارك بشكل علني النوايات التوسعية السوفييتية، ودعمت تقاريره إلى واشنطن، إلى جانب البرقية المطولة لجورج كينيدي، موقف ترومان المتشدد ضد السوفييت. وهكذا، وفقًا لبيشوف، بدأت الحرب الباردة في النمسا في ربيع عام 1946، قبل عام واحد من اندلاع الحرب الباردة العالمية.
في 28 يونيو 1946، وقّع الحلفاء اتفاقية التحكم الثانية التي خففت من هيمنتهم على الحكومة النمساوية. وأُعفي البرلمان بحكم الأمر الواقع من سيطرة الحلفاء. ومنذ ذلك الحين فصاعدًا، لم يعد بالإمكان إلغاء قراراته إلا بإجماع الحلفاء الأربعة. أبطلت المعارضة الغربية بشكل روتيني استخدامات السوفييت لحق النقض.